# Rushmore
Rushmore és una pel·lícula nord-americana de 1998 dirigida per Wes Anderson. La pel·lícula va estar co-escrita per Wes Anderson i Owen Wilson, amb qui ja havia escrit la seva anterior pel·lícula Bottle Rocket i amb qui mantenia una forta relació. La banda sonora estava composta per Mark Mothersbaugh i incloia cançons dels anys 60.
La pel·lícula va ajudar a llançar les carreres d'Anderson i Schwartzman, i va redefinir la carrera de Murray com a actor de cinema independent.

## Argument
La pel·lícula ens mostra les aventures i desventures de Max Fischer (Jason Schwartzman), un entusiasta estudiant de Rushmore, que encara que membre i fundador de desenes de clubs com el d'apicultura, esgrima o tir al plat, el seu expedient acadèmic no és precisament brillant i viu amb la constant amenaça de l'expulsió.
Max té el seu cor dividit entre el profund afecte que té cap a la seva escola i el fervent amor cap a una professora (Olivia Williams) que en principi, no és correspost. Així i tot, lluitarà fèrriament per aconseguir el seu amor, encara que per això hagi de competir amb el seu millor amic, el Sr. Blume (Bill Murray), un pare de família una miqueta amargat i milionari amb uns fills insuportables que troba en Max un amic, un confident i un company en el camí.

## Repartiment
- Jason Schwartzman com Max Fischer
- Bill Murray com Herman Blume
- Olivia Williams com Rosemary Cross
- Seymour Cassel com Bert Fischer
- Brian Cox com Dr. Nelson Guggenheim
- Mason Gamble com Dirk Calloway
- Sara Tanaka com Margaret Yang
- Connie Nielsen com Sra. Calloway
- Luke Wilson com Dr. Peter Flynn
- Stephen McCole com Magnus Buchan
- Kumar Pallana com Sr. Littlejeans
- Alexis Bledel com Estudiant

## Producció
Com totes les pel·lícules d'Anderson, aquestes s'ambienten en micro-mons creats a partir d'un estil propi i únic. Rushmore volia convertir-se en una representació visual d'un conte de Roald Dahl. El guió va impregnar-se de les vides dels seus escriptors; Wilson havia estat expulsat de la seva escola de jove, i Anderson va tenir sentiments per una dona més gran que ell. El guió d'aquesta pel·lícula se l'havien plantejat molt abans que el de Bottle Rocket.

### Repartiment
Anderson i Wilson estaven pensant en Bill Murray pel paper del Sr.Blume però estaven segurs que no arribaria a llegir el guió. Per sort, el mànager de Murray era fan de la pel·lícula novel d'Anderson i va insistir a Murray perquè es llegís el guió de Rushmore. Murray va sentir-se molt atret pel personatge i va acceptar el paper, aquí va començar la llarga llista de col·laboracions entre Anderson i Murray.
El paper principal de la pel·lícula, Max Fischer, estava molt indecís. Els directors de càstings estaven decidint entre 1.800 adolescents dels Estats Units, Canadà i Regne Unit, abans de trobar el definitiu. No va ser fins un mes abans de començar les fotografies de vestuari quan el director de càsting va conèixer al jove Jason Schwartzman gràcies a la cosina de Schwartzman, Sofia Coppola. Anderson es va decantar pel jove Schwartzman i va passar molt de temps amb ell per definir la gestualitat i la personalitat del personatge.

### Cinematografia
Les tècniques úniques de les pel·lícules d'Anderson es poden veure clarament en aquesta pel·lícula:
- Paleta de colors; Posa èmfasi en colors blaus, verds i vermells.[2]
- Tràvelings; Moltes escenes es transformen en tràvelings, agafant influència de les pel·lícules de la Nouvelle Vague. L'estudi trobava aquestes escenes innecesàries.[3]
- Plans zenitals; Els plans icònics de les pel·lícules d'Anderson. Mostren diferents plans detalls i diferents perspectives dels espais.
- Teatralitat; Degut a l'argument de la pel·lícula, moltes escenes estan compostes dins d'escenaris o amb objectes del món teatral. Fins i tot aquelles escenes no explícitament teatrals es converteixen en teatrals.